# Gorses

Gorses este o comună în departamentul Lot din sudul Franței. În 2009 avea o populație de 356 de locuitori.

## Geografie
Locuitorii orașului sunt numiți Gorsois.
Suprafața totală a localității Gorses este de 36 km2, cu o altitudine medie de 620 m.

## Toponimie
Atestată sub forma lui Gorcias într-un manuscris al secolului al unsprezecelea.
Situat între valea Bave și Tolerme, orașul își datorează numele gorta gallică, ceea ce înseamnă tufișuri, tufișuri spinoase.

## Istoric
Tradiția orală afirmă că primii locuitori s-au făcut faimoși în timpul cuceririi Galiei de către Iulius Cezar, care a apărat cu înverșunare Uxellodunum. Localitatea este menționată în cartea apocrifică care nu a fost certificată pentru fondarea mănăstirii Saint-Sauveur de Figeac în 755. Biserica sa depinde de această mănăstire în 1156, apoi în 1520, a comandamentului Maltei în Latronquière.

### Biserica Notre-Dame-de-l'Assomption
Clădirea secolului al treisprezecelea, reconstruită la sfârșitul secolului al XIX-lea, o singură naos. Este remarcabil pentru rămășițele bisericii romane originale și fontul ei în serpentină roșie. Se află o Madonă din secolul al XIII-lea cu copilul din Capela Fecioarei de la Verdale.
Seiful de piatră al navei este substanțial ogival, în timp ce unele deschideri afectează forma romană. Acesta este modul în care ușa, majoritatea ferestrelor și arcadele care susțin intrarea celor două capele, sunt semicirculare.
Altarul este de la începutul secolului al XVII-lea, distingem în fundal cochilia lui Saint-Jacques. Capela din partea dreaptă arăta la stema necunoscută. În spatele tabernacolului este un tablou. Fontul Louis XIV, în serpentină roșie, urma să vină după anumite ipoteze ale capelei castelului din Lantuejoul.
Al doilea război mondial
La 11 mai 1944, soldații Diviziei a 2-a SS Das Reich, în căutarea gherilelor, au invadat satul și au luat nouă ostateci. Ei jafesc casele și adună toți locuitorii, îndreptându-se spre castel, pe o pajiște. Îi eliberează imediat pe bătrâni și apoi, la sfârșit de trei ore, femeile și copiii. Ei apoi verifică și interoghează oamenii și îi aduc pe unii care le par suspecte.

## Evoluția populației
Evoluția numărului de locuitori este cunoscută prin recensămintele populației desfășurate în comuna din 1793. Din 2006, populațiile legale ale comunelor sunt publicate anual de INSEE. Recensământul se bazează acum pe o colecție anuală de informații, care acoperă succesiv toate teritoriile municipale pe o perioadă de cinci ani. Pentru municipalitățile cu mai puțin de 10.000 de locuitori, se efectuează un sondaj de recensământ al întregii populații la fiecare cinci ani, populațiile legale ale anilor intermediari fiind estimate prin interpolare sau extrapolare. Pentru municipalitate, primul recensământ cuprinzător în cadrul noului sistem a fost realizat în 2007.
În 2015, municipalitatea avea 319 de locuitori, o scădere cu 7,27% față de 2010 (Lot: -0,67%, Franța, cu excepția Mayotte: + 2,44%).
| An        | 1975 | 1982 | 1990 | 1999 | 2006 | 2009 |
| --------- | ---- | ---- | ---- | ---- | ---- | ---- |
| Populație | 535  | 554  | 511  | 355  | 344  | 356  |